# Bjørn Bilstad
Bjørn Bilstad (* 1954) ist ein ehemaliger norwegischer Radrennfahrer und nationaler Meister im Radsport.

## Sportliche Laufbahn
Bilstad wurde mit Sverre Ekås, Thorleif Andresen und Morten Sæther 1979 norwegischer Meister im Mannschaftszeitfahren. 1972 war er bereits Meister der Junioren im Straßenrennen, Einzelzeitfahren und Mannschaftszeitfahren geworden. 1979 fuhr Bjørn Bilstad erneut mit Sverre Ekås, Thorleif Andresen und Morten Sæther zum Mannschaftstitel. 1980 waren Morten Sæther, Ole Kristian Silseth und Stein Bråthen seine Partner im Meisterschaftsrennen. 1981 gewann der Vierer in der Besetzung Morten Sæther, Stein Bråthen, Ole Kristian Silseth und Bilstad die Meisterschaft. 1973 siegte er im Tønsberg Grand Prix. Er startete für den Verein Glamdahl.
In der Internationalen Friedensfahrt 1977 schied er aus.